# Ryuthela nishihirai
Ryuthela nishihirai is een spinnensoort uit de familie Liphistiidae. De soort komt voor in Okinawa.